# Stawno (Dobre Miasto)
Stawno (deutsch Zweiteichen) war ein Ort in der polnischen Woiwodschaft Ermland-Masuren. Seine Ortsstelle gehört heute zur Stadt-und-Land-Gemeinde Dobre Miasto (Guttstadt) im Powiat Olsztyński (Kreis Allenstein).
Die Ortsstelle von Stawno liegt im nördlichen Westen der Woiwodschaft Ermland-Masuren, 15 Kilometer südwestlich der früheren Kreisstadt Heilsberg (polnisch Lidzbark Warmiński) bzw. 23 Kilometer nördlich der heutigen Kreismetropole Olsztyn (deutsch Allenstein).
Die Försterei Zweyteichen, die sich erst nach 1820 Zweiteichen schrieb, gehörte zum damaligen Staatsforst Wichertshof und war bis 1929 ein Wohnplatz im gleichnamigen Forstgutsbezirk im ostpreußischen Kreis Heilsberg. Am 30. September 1929 wurde Zweiteichen aus dem Gutsbezirk Wichertshof in die Landgemeinde Schönwiese (polnisch Międzylesie) umgegliedert.
Als 1945 in Kriegsfolge das gesamte südliche Ostpreußen zu Polen kam, erhielt Zweiteichen die polnische Namensform „Stawno“. Doch schon bald verliert der Ort an Bedeutung und wird offiziell nicht mehr genannt. Er gilt heute als untergegangen. Seine Ortsstelle befindet sich im Gebiet der Gmina Dobre Miasto im Powiat Olsztyński (Kreis Allenstein).
Kirchlich war Zweiteichen zur römisch-katholischen Gemeinde Schönwiese (heute nach Noßberg (polnisch Orzechowo) eingepfarrt) orientiert, ebenso zur evangelischen Kirche Guttstadt (polnisch Dobre Miasto) in der Kirchenprovinz Ostpreußen der Kirche der Altpreußischen Union.
Die Ortsstelle von Zweiteichen resp. Stawno ist heute nicht mehr erkennbar. Sie liegt an einer Landwegverbindung von Międzylesie (Schönwiese) in Richtung des Dorfs Kochanówka (Stolzhagen).